# Robert Henderson (Mathematiker)
Robert Henderson (* 24. Mai 1871 in Russell, Ontario, Kanada; † 16. Februar 1942 in Crown Point, New York) war ein Mathematiker.

## Leben und Wirken
Robert Henderson wurde als Sohn von Walter und Janet Henderson, geb. Eadie, geboren. Bereits mit 16 Jahren immatrikulierte er sich an der University of Toronto, von der er 1891 als Klassenbester seinen Bachelor of Arts in Mathematik erhielt. Er blieb noch ein Jahr als Fellow an seiner Universität, dann verließ er die Wissenschaft und wurde 1892 beim Government Insurance Department in Ottawa beschäftigt. Von 1897 bis zu seinem Ruhestand 1936 arbeitete er bei der Equitable Life Assurance Society of the United States. Von 1903 bis 1911 war er dort Assistenzaktuar, seit 1911 Aktuar, 1920 bis 1929 war er Zweiter Vizepräsident und 1929 bis 1936 Vizepräsident.
Henderson arbeitete auf dem Gebiet der Versicherungsmathematik, besonders zu Lebensversicherungen, Sterberaten und Interpolation. Er beriet den Direktor des United States Census Bureau und 1915 die Episkopalkirche der Vereinigten Staaten von Amerika bei der Schaffung ihres Pensionsfonds. Er stiftete den Robert Henderson Fund und vermachte testamentarisch der American Mathematical Society und zwei Personen die Erlöse aus seinem Nachlassvermögen, etwa 4000 US-Dollar jährlich. Nach dem Tod des letzten Miterben 1961 erhielt die American Mathematical Society das gesamte Kapital für ihren Stiftungsfonds.
Am 30. Dezember 1924 hielt er die Gibbs Lecture und 1930 wurde er Doctor of Science ehrenhalber der University of Toronto.
Im Juli 1896 heiratete er Anna Magee.

## Mitgliedschaften
- 1896 Fellow des Institute of Actuaries, Vereinigtes Königreich
- 1902 Fellow der Actuarial Society of America (Sekretär 1912–1916, Vizepräsident 1916–1918 und 1920–1922, Präsident 1922–1924)
- 1910[6] American Mathematical Society (Mitglied im Board of Trustees 1924–1928 und 1931–1940[7])
- 1919 Fellow der Casualty Actuarial Society
- 1927 American Philosophical Society
- Teachers Insurance and Annuity Association of America (seit 1935 Direktor)
- American Statistical Association
- Mathematical Association of America

## Veröffentlichungen
- Robert Henderson: Actuarial society examinations in 1905. Questions and solutions reprinted from recent issues of the American underwriter and The fundamental principles of probability. Thrift Publishing Company, New York City 1906 (Digitalisat)
- Robert Henderson: Mortality Laws and Statistics (= Mathematical Monograph, Band 15). J. Wiley, New York 1915 (Digitalisat)
- Robert Henderson und H[Herbert] N[orman] Sheppard: Graduation of Mortality and Other Tables (= Actuarial studies, Band 4). The Actuarial society of America, New York 1919 (Digitalisat)
- Robert Henderson: Mathematical Theory of Graduation. The Actuarial society of America, New York 1938